# Hans Rosling

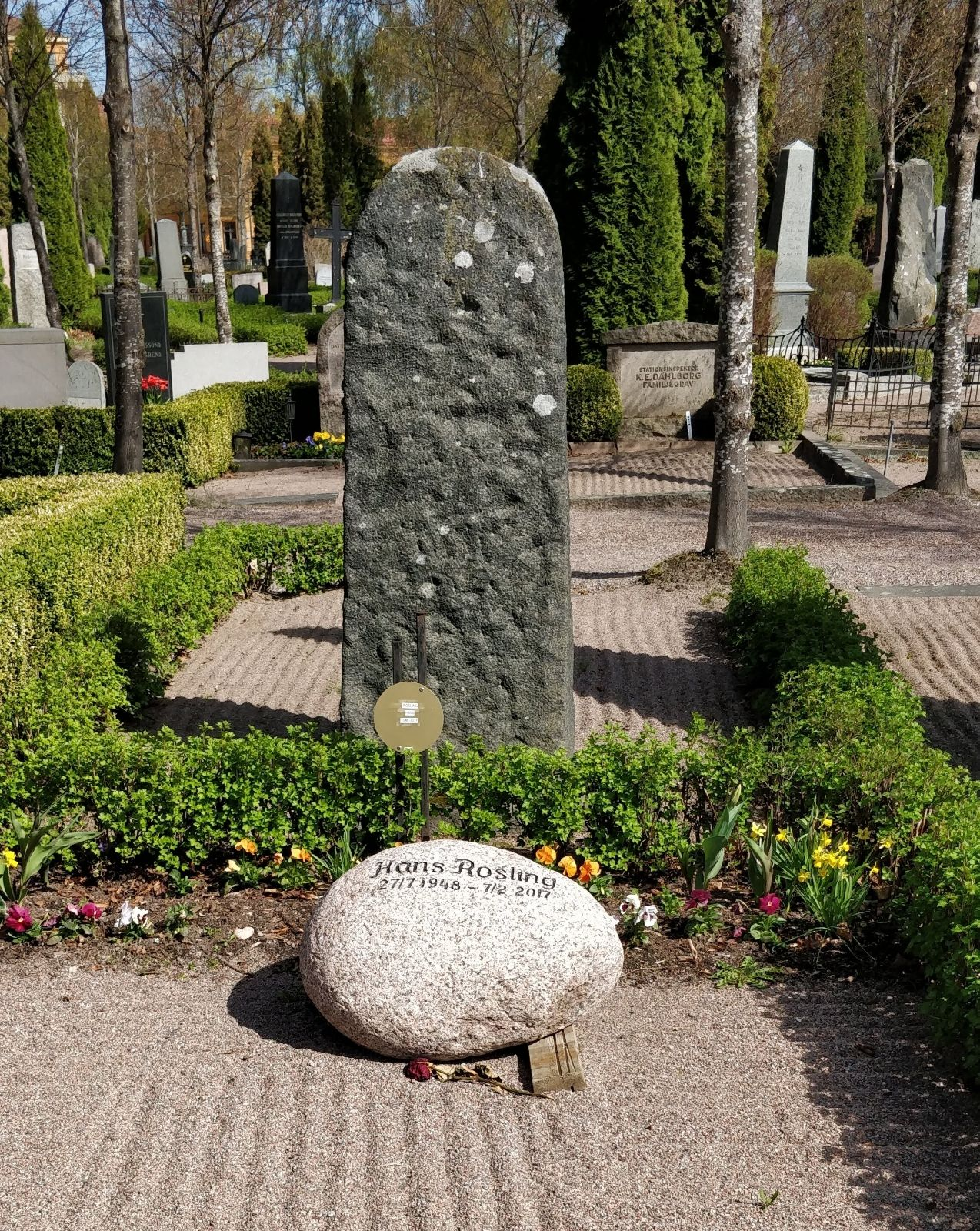
Gravvård på Uppsala gamla kyrkogård.

Hans Gösta Rosling, född 27 juli 1948 i Uppsala, död 7 februari 2017 i Uppsala, var en svensk läkare och professor i internationell hälsa vid Karolinska institutet. Han var framför allt känd som en av initiativtagarna till Läkare utan gränsers Sverigesektion 1993, för sitt arbete med stiftelsen Gapminder samt för sina pedagogiska och folkbildande föredrag om global hälsa. Enligt Rosling är minskningen av antal barn per kvinna i världen en framgångssaga och han menade att den snabba befolkningstillväxten skulle sluta cirka 2050 då jordens befolkning planar ut på drygt 11 miljarder människor, om världens ledare fortsätter att bekämpa fattigdomen för de två fattigaste miljarderna.

## Utbildning och yrkesliv
Hans Rosling var son till Gösta Rosling (1917–1995) och Britta Rosling (1921–2005) och växte upp i Luthagen i Uppsala. Han studerade från 1967 under en termin först statistik och därefter medicin vid Uppsala universitet. År 1972 studerade han socialmedicin vid St. John's Medical College(en) i Bangalore i Indien. Han tog läkarexamen 1975 och var därefter läkare i Hudiksvall. År 1977 utbildade han sig på SIDA:s Sandöskolan och 1977 i tropikmedicin i Uppsala.
Rosling och hans hustru arbetade 1979–1981 genom Afrikagrupperna i staden Nacala i Nampulaprovinsen i norra Moçambique, han som distriktsläkare och hon som barnmorska. År 1981 upptäckte han ett utbrott av en paralyserande sjukdom i en avlägsen del av distriktet, vilken uppkommit under en svår torrperiod. Senare undersökte han liknande utbrott i andra afrikanska länder och beskrev sjukdomen, som gavs namnet konzo. Han klarlade sambandet mellan sjukdomen och exponering för blåsyra vid förtäring av otillräckligt tillredd kassavarot samt redovisade detta i en doktorsavhandling vid Uppsala universitet 1986.
Rosling blev docent i invärtes medicin 1990. Han arbetade fram till 1996 som lärare i u-landshälsovård vid Uppsala universitet och därefter som universitetslektor i internationell hälsa vid Karolinska institutet. Han påbörjade undervisning om global hälsa inom läkarutbildningen på Karolinska institutet. Rosling utnämndes, från den 17 juni 1997, till biträdande professor i internationell hälsa och från den 1 januari 1999 till professor i samma ämne vid Karolinska institutet. För sitt folkbildande arbete om världens tillstånd och utveckling promoverades han 2014 till filosofie hedersdoktor vid  Uppsala universitet.
Hans Rosling var huvudansvarig för en delstudie i katastrofkommissionens arbete i efterdyningarna av jordbävningen i Indiska oceanen 2004. Han var rådgivare åt bland annat SIDA och WHO. Vid utbrottet av ebolaepidemin i Västafrika 2014 reste Rosling på eget initiativ till Liberia för att medverka till att bekämpa den i ett tidigt stadium. Han mottogs positivt och utnämndes till vice statsepidemiolog i Liberia, där han arbetade i tre månader.
I juli 2005 var Rosling sommarpratare i Sveriges Radio. Han deltog 2009 i avsnitt fyra av SVT:s tv-serie Sommarpratarna. År 2013 och 2015 var han vinterpratare i P1. Hans Rosling tävlade i SVT:s underhållningsprogram På spåret hösten 2009.
När den amerikanska tidskriften Foreign Policy Magazine listade 100 tänkare vars idéer formade världen under 2009, kom Hans Rosling på 96:e plats med motiveringen "för att han får våra tankar att svindla med banbrytande statistik". År 2012 tilldelades Rosling utmärkelsen Årets svensk i världen "för sitt enträgna och innovativa folkbildande arbete med att sprida kunskap om världens och mänsklighetens utveckling".
Hans Rosling påpekade att hastigheten i befolkningstillväxten är avtagande och ansåg att överbefolkning inte var eller kunde bli något betydande problem. Denna ståndpunkt mötte motstånd, och han anklagades för att bagatellisera eller inte förstå frågan.
Hans Roslings verksamhet har skildrats i dokumentären Roslings värld (2009) i Sveriges Television.
I januari 2016 blev Hans Rosling diagnostiserad med cancer i bukspottkörteln och avled 2017 i sviterna av sjukdomen. Han är gravsatt på Uppsala gamla kyrkogård.

## Gapminder
Hans Rosling utvecklade som lärare i global hälsa en pedagogik med  bubbeldiagram för att åskådliggöra förändringar av demografi, barnadödlighet och allmän hälsa över långa tidsperioder. Tillsammans med sonen Ola Rosling och svärdottern Anna Rosling Rönnlund  utvecklades denna till datormjukvaran Trendalyzer med finansiellt stöd av Sida och Världshälsoorganisationen. År 2005 bildade Hans Rosling tillsammans med Ola Rosling och Anna Rosling Rönnlund stiftelsen Gapminder som en form för att arbeta vidare med datoranimerad statistikproduktion om utvecklingsfrågor. Trendalyzer såldes till Google 2007.

## Kritik
Bland andra sociologen Roland Paulsen har kritiserat Roslings utvecklingsoptimistiska bild av "att tillståndet i världen bara blir bättre och bättre" för att förenkla en mer komplex verklighet, som Paulsen menar är byggd på att Rosling varit selektiv i sin tolkning av data. Roslings tolkning av ökande nationella medelinkomster som ett bevis för att världen blir "rikare och rikare" kritiseras av Paulsen för att inte ta hänsyn till den ekonomiska ojämlikhet som visas i data gällande inkomstspridning och var rikedomen är koncentrerad. Paulsen kritiserar även Roslings diskussion kring global hälsa för att nästan enbart lyfta sjukdomar som visar på global nedgång, och för att ignorera den i stora delar av världen ökande psykiska ohälsan.
Paulsen fick i sin kritik medhåll av historikern Rasmus Fleischer gällande boken Factfulness (2018). Fleischer beskrev Factfulness som "[e]n selektiv samling statistiska fakta som syftar till att bekräfta dogmen att världen bara blir bättre och bättre", och menade att "sättet att mäta påstådda framsteg inom vetenskap, kultur och demokrati är rent skrattretande". Fleischer sade sig slås av "häpnad över hur någon kan ta boken på allvar".

## Factfulness
I boken Factfulness (2018) visar Hans Rosling på de framsteg som har skett i världen och han såg boken som ett inlägg i hans "kamp mot den förödande globala okunskapen". Boken hyllades av både Melinda och Bill Gates. Barack Obama har kallat Factfulness för "en hoppingivande bok om de mänskliga framstegens potential", och även Steven Pinker yttrade sig positivt om boken. Factfulness har blivit en internationell bästsäljare och finns översatt till 13 olika språk.
Bokens genomgående positiva syn på utvecklingen har ifrågasatts, bland annat Roslings tes om att befolkningstillväxten kommer stanna av. Rosling har även kritiserats för att underskatta de negativa effekterna av klimatförändringar.

## Familj
Hans Rosling var gift med barnpsykiatrikern och forskaren Agneta Rosling, född Thordeman 1948. Makarna ingick äktenskap 1972 och fick tre barn födda 1974, 1975 (Ola Rosling) respektive 1984.

## Utmärkelser
- Ångpanneföreningens Forskningsstiftelses pris för kunskapsspridning 2005[47][48]
- Årets folkbildare 2006[49]
- Kunskapspriset 2007[50]
- Svenska Läkaresällskapets jubileumspris 2007
- Illis Quorum i åttonde storleken, 2010[51]
- KTH:s stora pris, 2010[52]
- Kungliga Ingenjörsvetenskapsakademiens guldmedalj, 2010[53]
- Ledamot av Ingenjörsvetenskapsakademien, 2011
- Ledamot av Kungl. Vetenskapsakademien, 2012
- Karolinska Institutets stora silvermedalj, 2014[54]
- Learning Ladder Prize, 2015